# Artibeus fraterculus
Artibeus fraterculus — вид родини листконосові (Phyllostomidae), ссавець ряду лиликоподібні (Vespertilioniformes, seu Chiroptera).

## Середовище проживання
Цей вид зустрічається на заході Еквадору і північному заході та центральній частині Перу. Вид поширений в сухих пустелях і посушливих зонах до 1600 метрів над рівнем моря.

## Морфологічні й генетичні особливості
Довжина голови й тіла від 64 до 76 мм, довжина передпліччя між мм, 52 і 59, довжина стопи між 12 і 16 мм, довжина вух від 15 до 21 мм і вага до 55 гр.
Шерсть коротка, гладка, на спині від сірого до коричнево-сірого кольору, на череві світліша, з посрібленими кінчиками. Морда коротка і широка. Лист носа добре розвинений, ланцетний. Є дві світлі смуги на кожній стороні обличчя. Мембрани крил чорнуваті. Не має хвоста.

## Життя
Плодоїдний.